# Mawlid - Nașterea Profetului
Mawlid (Arabă: مَولِد النَّبِي - mawlidu n-nabiyyi, „Nașterea Profetului”, numită în limba arabă colocvială  مولد - mawlid, mevlid, mevlit, mulud; în turcă: Mevlit Kandili) reprezintă nașterea Profetului Muhammad, întemeietorul religiei islamice.
Nașterea lui Muhammad a avut loc în Rabi’ ul-awwal, a treia lună din Calendarul islamic. Există mai multe opinii cu privire la data nașterii Profetului. Într-una dintre aceste opinii, se susține că el s-ar fi născut într-o zi de luni, dimineața, pe data de 12 Rabi‘ul-Awwal (20 aprilie 570), la 50 de zile după sărbătoarea Elefantului. Într-o altă viziune, se menționează că data nașterii Profetului ar fi fost pe 22 aprilie 571, adică 9 Rabi‘ul-Awwal, în același an cu sărbătoarea Elefantului.

## Etimologia și alți termeni
Mawlid derivă de la rădăcina  ولد‎ și înseamnă “naștere”, “descendent” [1]. În utilizarea contemporană, Mawlid se referă la comemorarea zilei de naștere a profetului Muhammad.
Termenii care se utilizează pentru a face referire la nașterea Profetului:
•	Eid al-Mawlid an-Nabawī – Festivalul nașterii profetului (Arabă);
•	Eid Milād-un-Nabī – Festivalul nașterii profetului (Urdu);
•	Eid-e-Meeladun Nabi – Nașterea Profetului (Bangladesh, Sri Lanka, Maldive, India de Sud);
•	el Mūled (en-Nabawi)/Mūled en-Nabi – Naștrea Profetului (arabii din Egipt);
•	el Mūled - Nașterea (arabii din Tunisia);
•	Maulid Nabi – Nașterea Profetului (Indonezia);
•	Maulud Nabi – Nașterea Profetului (Malayezia);
•	Mawlūd-e Sharīf – Nașterea Profetului (Dari/Urdu);
•	Mevlid-i Șerif – Sfânta naștere /  (Turcia);
•	Mevlud/Mevlid –Nașterea Profetului (Bosnia);
•	Yawm an-Nabī – Ziua Profetului (Araba).

## Originea comemorării nașterii Profetului
Nu există surse care să ateste comemorarea nașterii profetului, în perioada ommeyadă și/sau abbasidă. Abia după 350 ani de la Hijra, în Egipt, acest eveniment a început să fie sărbătorit în timpul Fatimizilor.
În perioada otomană, pe vremea lui Selim al II-lea, nașterea profetului era marcată prin aprinderea unor candele în minaretele moscheilor, de unde și denumirea de “kandil gecesi” (noaptea candelei).

## Cum se celebrează Mawlid
Mawlid este celebrat în majoritatea țărilor islamice, cu excepția Arabiei Saudite. Cu această ocazie se realizează acte de caritate, iar copiii spun povestiri despre viața Profetului Muhammad.
În Pakistan, Mawlid Al-Nabawi este marcat prin arborarea steagului național pe toate clădirile publice, dar și prin 31 de salve de tun trase în Islamabad, capitala statului.
În Turcia, musulmanii celebreaz[ nașterea lui Muhammad, ținând post în ziua de 12  Rabi‘ul-Awwal, iar noaptea îndeplinind acte de adorare ale lui Allah.

## Semne prevestitoare ale nașterii lui Muhammad
Ibn Sa'd a relatat că mama lui Muhammad a spus: “Când el s-a născut, o lumină s-a ivit din vintrele mele și a luminat palatele din vechea Sirie.” Ahmad a relatat că Arbadh bin Sariia a spus un lucru similar cu acesta.[2]
S-a mai relatat, dar, în mod controversat, că semne prevestitoare însemnate i-au însoțit nașterea: paisprezece galerii din palatul lui Chosroes (Kisra) s-au crăpat și s-au dărâmat, focul sacru al magienilor s-a stins și câteva biserici de lângă lacul Saua au cedat din temelii și s-au prăbușit.[3]

## Calendarul
- 9 august 1995 (1416)
- 28 iulie 1996 (1417)
- 17 iulie 1997 (1418)
- 6 iulie 1998 (1419)
- 26 iunie 1999 (1420)
- 15 iunie 2000 (1421)
- 4 iunie 2001 (1422)
- 25 mai 2002 (1423)
- 14 mai 2003 (1424)
- 2 mai 2004 (1425)
- 21 aprile 2005 (1426)
- 10 aprile 2006 (1427)
- 31 martie 2007 (1428)
- 20 martie 2008 (1429)
- 9 martie 2009 (1430)
- 26 februarie 2010 (1431)
- 15 februarie 2011 (1432)
- 5 februarie 2012 (1433)
- 24 ianuarie 2013 (1434)
- 14 ianuarie 2014 (1435)
- 3 ianuarie 2015 (1436)
- 24 decembrie 2015 (1437)
- 12 decembrie 2016 (1438)
- 1 decembrie 2017 (1439)
- 20 noiembrie 2018 (1440)
- 9 noiembrie 2019 (1441)
- 29 octombrie 2020 (1442)